# La Tierra (película de 2007)
La Tierra (Earth) es un largometraje documental de naturaleza del año 2007 que ofrece un retrato de nuestro planeta durante un período de un año. Fue filmado durante más de cinco años en más de 200 lugares diferentes por 700 especialistas. 
Producido por la BBC Natural History Unit, la película complementa la serie de televisión de 2006 'Planeta Tierra' y al igual que su homólogo en pequeña pantalla fue filmado completamente en alta definición. 
Los personajes centrales de la película son los osos polares, los elefantes africanos y las ballenas jorobadas, todas estas madres que deben superar los peligros de su entorno para asegurarse de que ellos y sus hijos vulnerables sobrevivan.
La versión del Reino Unido apareció en 2007. La versión para los Estados Unidos, el 22 de abril de 2009.
- Datos: Q819105